# 辛普森海峽
68°32′N 097°30′W / 68.533°N 97.500°W
辛普森海峽是加拿大的海峽，位於該國西北部，由努納武特負責管轄，分隔北面的威廉王島和南面的該國大陸，西接毛德皇后灣，長64公里、寬3至16公里。